# Comuna de Kołaczkowo
Kołaczkowo (polaco: Gmina Kołaczkowo) é uma gminy (comuna) na Polónia, na voivodia de Grande Polónia e no condado de Wrzesiński. A sede do condado é a cidade de Kołaczkowo.
De acordo com os censos de 2004, a comuna tem 6123 habitantes, com uma densidade 52,8 hab/km².

## Área
Estende-se por uma área de 115,95 km², incluindo:
- área agricola: 86%
- área florestal: 7%

## Demografia
Dados de 30 de Junho 2004:
|                      | Total   | Total | Mulheres | Mulheres | Homens  | Homens |
| -------------------- | ------- | ----- | -------- | -------- | ------- | ------ |
|                      | pessoas | %     | pessoas  | %        | pessoas | %      |
| População            | 6123    | 100   | 3096     | 50,6     | 3027    | 49,4   |
| Densidade (pop./km²) | 52,8    | 100   | 26,7     | 26,7     | 26,1    | 26,1   |

De acordo com dados de 2002, o rendimento médio per capita ascendia a 1375,2 zł.

## Subdivisões
- Bieganowo, Borzykowo, Budziłowo, Cieśle Małe, Cieśle Wielkie, Gałęzewice, Gorazdowo, Grabowo Królewskie, Kołaczkowo, Krzywa Góra, Łagiewki, Sokolniki, Spławie, Szamarzewo, Wszembórz, Zieliniec, Żydowo.

## Comunas vizinhas
- Lądek, Miłosław, Pyzdry, Strzałkowo, Września, Żerków